# Valentina di Bernabò Visconti
Valentina Visconti (... – XV secolo) è stata una nobildonna italiana.

## Biografia
Era figlia naturale, in seguito legittimata, di Bernabò Visconti, signore di Milano e di Giovannola di Montebretto.
Nel 1413 si trovava nel castello di Monza assediato dalle truppe del duca Filippo Maria Visconti. Morto durante un attacco il fratello Estorre, Valentina ne assunse il possesso e la difesa, ma fu costretta alla capitolazione dopo due mesi. 

Le furono riconsegnati tutti i beni e perdonati tutti i suoi seguaci, ad accezione di coloro che avevano partecipato all'uccisione di Giovanni Maria Visconti.
Fu complice del proprio coniuge nell'attentare alla vita di Francesco Bussone detto "il Carmagnola" ma fu assolta perché
aveva dovuto obbedire al marito.

## Discendenza
Valentina sposò in prime nozze Gaspare Visconti (per errore nominato Gentile) e in seconde nozze Giovanni Aliprandi, decapitato nel 1426 per aver tramato contro il condottiero Francesco Bussone detto "il Carmagnola.
A Treviso, dopo il 1420, Giovanni Aliprandi e Valentina Visconti formarono la loro famiglia. Siccome a Giovanni Aliprandi furono confiscati i beni, i suoi discedenti furono costretti a svolgere il lavoro dell'operaio o del commerciante; i figli di Giovanni Aliprandi e di Valentina Visconti ed alcuni loro posteri esercitarono il mestiere di tintore o quello di venditore di farmaci o di aromi. Gli stessi, pur nobilissimi di origine, erano considerati appartenenti al ceto popolare.

## Ascendenza
|                           |   |                    | Genitori        |  |  | Nonni |  |  | Bisnonni          |  |  | Trisnonni         |  |
|                           |   |                    |                 |  |  |       |  |  | Matteo I Visconti |  |  | Teobaldo Visconti |  |
|                           |   |                    |                 |  |  |       |  |  | Matteo I Visconti |  |  | Teobaldo Visconti |  |
|                           |   | Anastasia Pirovano |                 |  |  |       |  |  | Matteo I Visconti |  |  |                   |  |
| Stefano Visconti          |   |                    |                 |  |  |       |  |  | Matteo I Visconti |  |  |                   |  |
|                           |   | Bonacossa Borri    | Squarcino Borri |  |  |       |  |  |                   |  |  |                   |  |
|                           |   | Bonacossa Borri    | Squarcino Borri |  |  |       |  |  |                   |  |  |                   |  |
|                           |   | Bonacossa Borri    | Antonia         |  |  |       |  |  |                   |  |  |                   |  |
| Bernabò Visconti          |   | Bonacossa Borri    |                 |  |  |       |  |  |                   |  |  |                   |  |
|                           |   | Bernabò Doria      | …               |  |  |       |  |  |                   |  |  |                   |  |
|                           |   | Bernabò Doria      | …               |  |  |       |  |  |                   |  |  |                   |  |
|                           |   | Bernabò Doria      | …               |  |  |       |  |  |                   |  |  |                   |  |
| Valentina Doria           |   | Bernabò Doria      |                 |  |  |       |  |  |                   |  |  |                   |  |
|                           |   | Eliana Fieschi     | …               |  |  |       |  |  |                   |  |  |                   |  |
|                           |   | Eliana Fieschi     | …               |  |  |       |  |  |                   |  |  |                   |  |
|                           |   | Eliana Fieschi     | …               |  |  |       |  |  |                   |  |  |                   |  |
| Valentina Visconti        |   | Eliana Fieschi     |                 |  |  |       |  |  |                   |  |  |                   |  |
|                           | … | …                  |                 |  |  |       |  |  |                   |  |  |                   |  |
|                           | … | …                  |                 |  |  |       |  |  |                   |  |  |                   |  |
|                           | … | …                  |                 |  |  |       |  |  |                   |  |  |                   |  |
| …                         | … |                    |                 |  |  |       |  |  |                   |  |  |                   |  |
|                           |   | …                  | …               |  |  |       |  |  |                   |  |  |                   |  |
|                           |   | …                  | …               |  |  |       |  |  |                   |  |  |                   |  |
|                           |   | …                  | …               |  |  |       |  |  |                   |  |  |                   |  |
| Giovannola di Montebretto |   | …                  |                 |  |  |       |  |  |                   |  |  |                   |  |
|                           |   | …                  | …               |  |  |       |  |  |                   |  |  |                   |  |
|                           |   | …                  | …               |  |  |       |  |  |                   |  |  |                   |  |
|                           |   | …                  | …               |  |  |       |  |  |                   |  |  |                   |  |
| …                         |   | …                  |                 |  |  |       |  |  |                   |  |  |                   |  |
|                           |   | …                  | …               |  |  |       |  |  |                   |  |  |                   |  |
|                           |   | …                  | …               |  |  |       |  |  |                   |  |  |                   |  |
|                           |   | …                  | …               |  |  |       |  |  |                   |  |  |                   |  |
|                           |   | …                  |                 |  |  |       |  |  |                   |  |  |                   |  |